# I pilastri del cielo
I pilastri del cielo (Pillars of the Sky) è un film del 1956 diretto da George Marshall.
È un film western con protagonisti Jeff Chandler, Dorothy Malone e Lee Marvin. È basato sul romanzo Frontier Fury (anche To Follow a Flag) di Will Henry.

## Trama
Oregon, 1868. Diverse tribù di indiani sono state confinate in una riserva a nord dello Snake, dove il missionario e medico Joseph Holden ha costruito una chiesa. Il sergente Emmet Bell, della Cavalleria degli Stati Uniti, ha l'incarico di mantenere l'ordine nella riserva.
Quando i soldati cominciano a erigere un ponte sopra il fiume e a costruire una strada verso la zona settentrionale della riserva, alcuni capi indiani considerano rotto il trattato di pace. Mentre la colonna di Cavalleria avanza nella riserva, il capo Kamiakin si prepara a guidare gli indiani ribelli contro l'invasore bianco.

## Produzione
Il film, diretto da George Marshall su una sceneggiatura di Sam Rolfe con il soggetto di Heck Allen (autore del romanzo, accreditato come Will Henry), fu prodotto da Robert Arthur per la Universal International Pictures e girato a Joseph e LaGrande nell'Oregon.
È stato girato in Technicolor e CinemaScope.

## Distribuzione
Il film fu distribuito negli Stati Uniti dal 12 ottobre 1956 al cinema dalla Universal Pictures.
Alcune delle uscite internazionali sono state:
- in Finlandia il 5 ottobre 1956 (Punaisen taivaan alla)
- in Germania Ovest il 19 ottobre 1956 (Dem Tode entronnen)
- in Svezia il 30 novembre 1956 (Förbjudet land)
- in Portogallo il 27 giugno 1957 (Pilares do Céu)
- in Turchia il 26 marzo 1958 (Iman kuvveti)
- in Danimarca il 6 ottobre 1958 (Massakren ved Snake River)
- in Austria (Dem Tode entronnen)
- in Grecia (Kamiakin, o tromeros)
- in Spagna (Las columnas del cielo)
- in Francia (Les piliers du ciel)
- nel Regno Unito (The Tomahawk and the Cross)
- in Italia (I pilastri del cielo)

## Promozione
La tagline è: "The story of a people's faith and the courage of a man they called Godless!".